# The Great Pretenders
The Great Pretenders è il secondo album in studio del gruppo musicale statunitense Mini Mansions, pubblicato nel 2015.

## Tracce
1. Freakout! – 4:28
2. Death Is a Girl – 4:36
3. Creeps – 3:31
4. Fantasy – 3:28
5. Any Emotions (featuring Brian Wilson) – 3:15
6. Vertigo (featuring Alex Turner) – 4:56
7. Honey, I'm Home – 4:52
8. Mirror Mountain – 4:36
9. Heart of Stone – 3:12
10. Double Visions – 3:02
11. The End, Again – 5:01

## Formazione
- Zach Dawes
- Tyler Parkford
- Michael Shuman